# Baceno
Baceno (lombardisch: Bascén, deutsch früher Betsch) ist eine italienische Gemeinde in der Provinz Verbano-Cusio-Ossola (VB), Region Piemont.

## Lage und Einwohner
Die Gemeinde Baceno liegt rund 60 km nordwestlich von der Provinzhauptstadt Verbania und 20 km nördlich von Domodossola entfernt im Valle Antigorio.  Im  Nordwesten grenzt Baceno an den Schweizer Kanton Wallis. Das Gemeindegebiet umfasst eine Fläche von 68 km² und hat 872 Einwohner (Stand 31. Dezember 2023). Zur Gemeinde gehören die Fraktionen (Frazioni) Beola, Crampiolo, Crino, Croveo, Devero, Goglio, Graglia, Osso, Uresso und Verampio.
Die Nachbargemeinden sind Crodo, Formazza, Premia und Varzo und auf Schweizer Seite die Gemeinde Binn, mit der eine Gemeindepartnerschaft besteht, und die Gemeinde Grengiols.

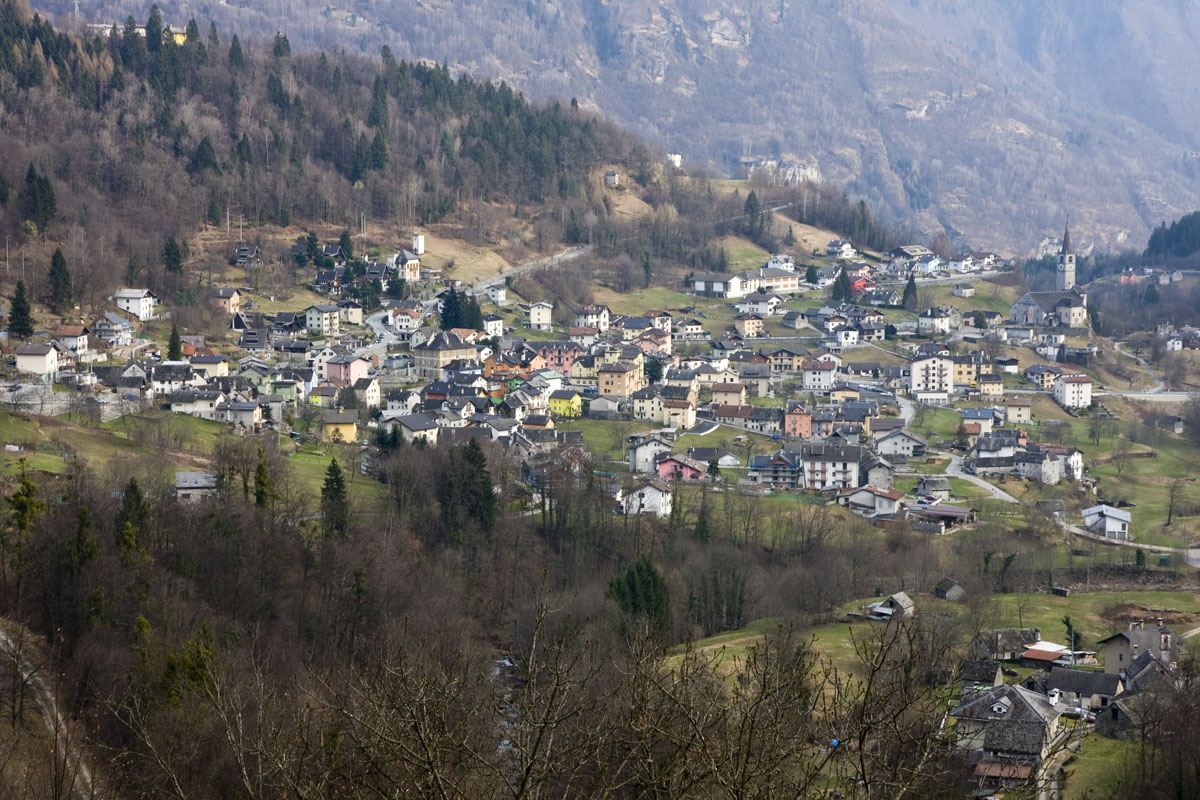
Panorama von Baceno

## Geschichte
Der Name taucht zum ersten Mal in einer Urkunde aus dem Jahr 918 auf, aber die Entdeckung eines Grabes aus dem 2. Jahrhundert n. Chr. im Jahr 1958 zeugt von seinen noch älteren Ursprüngen. Weitere Funde, darunter die Entdeckung eines in Stein gehauenen Kopfes, zeugen von der Anwesenheit menschlicher Siedlungen in diese Zeit. Zahlreiche andere Funde verweisen auf mutmaßliche Dörfer im gesamten Bereich zwischen den Flüssen Devero und Toce.
1039 übergab Gualberto, Bischof von Novara, den Kanonikern von Santa Maria di Novara die Kapelle San Gaudenzio (heute Pfarrkirche von Baceno). Spätere Erweiterungen der Kirche sowie die zunehmend ganzjährig bewohnten Weidegebiete in den angrenzenden Tälern (Bondolero, Esigo, Agaro, Devero) zeugen von der Entwicklung Bacenos zwischen dem 13. und 16. Jahrhundert. Im Jahr 1215 belehnte Kaiser Otto IV. das Antigorio-Tal mit der Familie De Rodis, deren Besitztümer später an die Familie Da Baceno übergingen. Baceno und Croveo waren eines der vier Viertel der Gerichtsherrschaft Valle Antigorio, die von einem Podestà regiert wurde.

## Sehenswürdigkeiten
- Die Monumentalkirche San Gaudenzio aus dem 13. Jahrhundert wurde im romanisch-gotischen Stil erbaut und zu Beginn des 16. Jahrhunderts erweitert. Das in Renaissance gehaltene Portal zeigt die Anbetung der Hirten; auf der rechten Seite befindet sich ein großes Fresko von Antonio Zanetti mit der Darstellung des heiligen Christophorus, das 1542 gemalt wurde. Die Kirche bietet einen guten Ausgangspunkt für eine Wanderung durch die Schluchten von Uriezzo.[3]
- Die Pfarrkirche Natività di Maria Vergine im Ortsteil Croveo wurde zwischen 1618 und 1641 von den Emigranten von Croveo in Rom errichtet.
- Die Brunnen, in denen Hanf zerkleinert wurde, und die alten, heute verlassenen wasserbetriebenen Steinmühlen, in denen Mais für Polenta und Roggen für Brot gemahlen wurden, sind noch erhalten.

## Bildgalerie

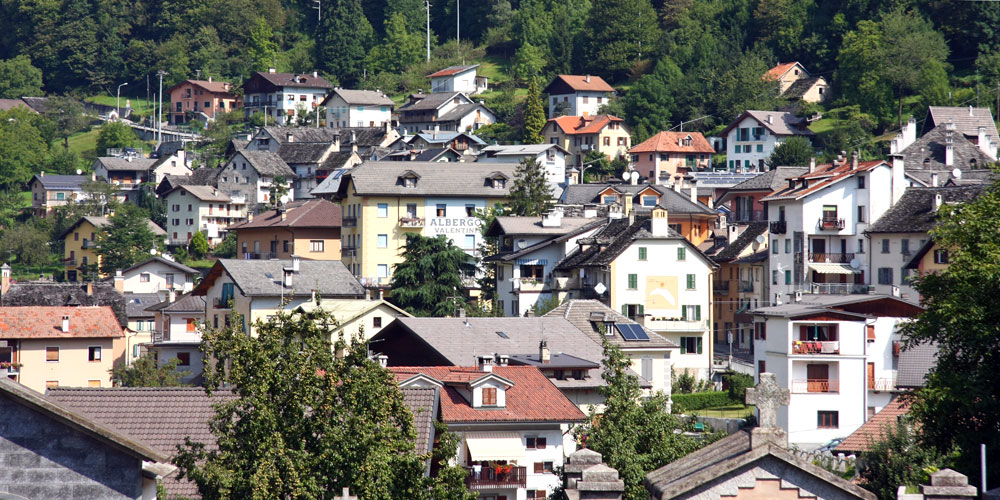
Blick auf Baceno
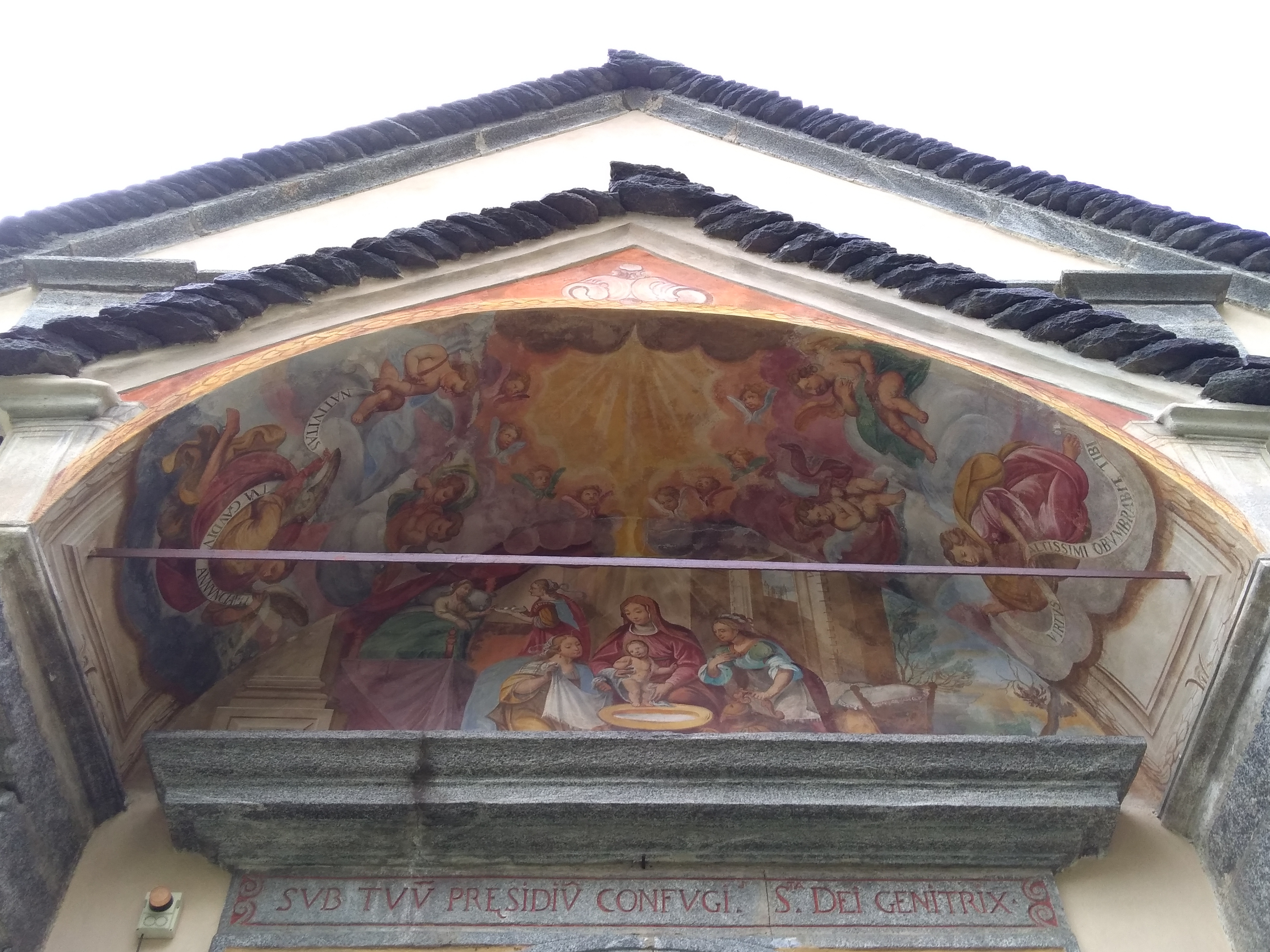
Pfarrkirche Natività di Maria Vergine im Ortsteil Croveo
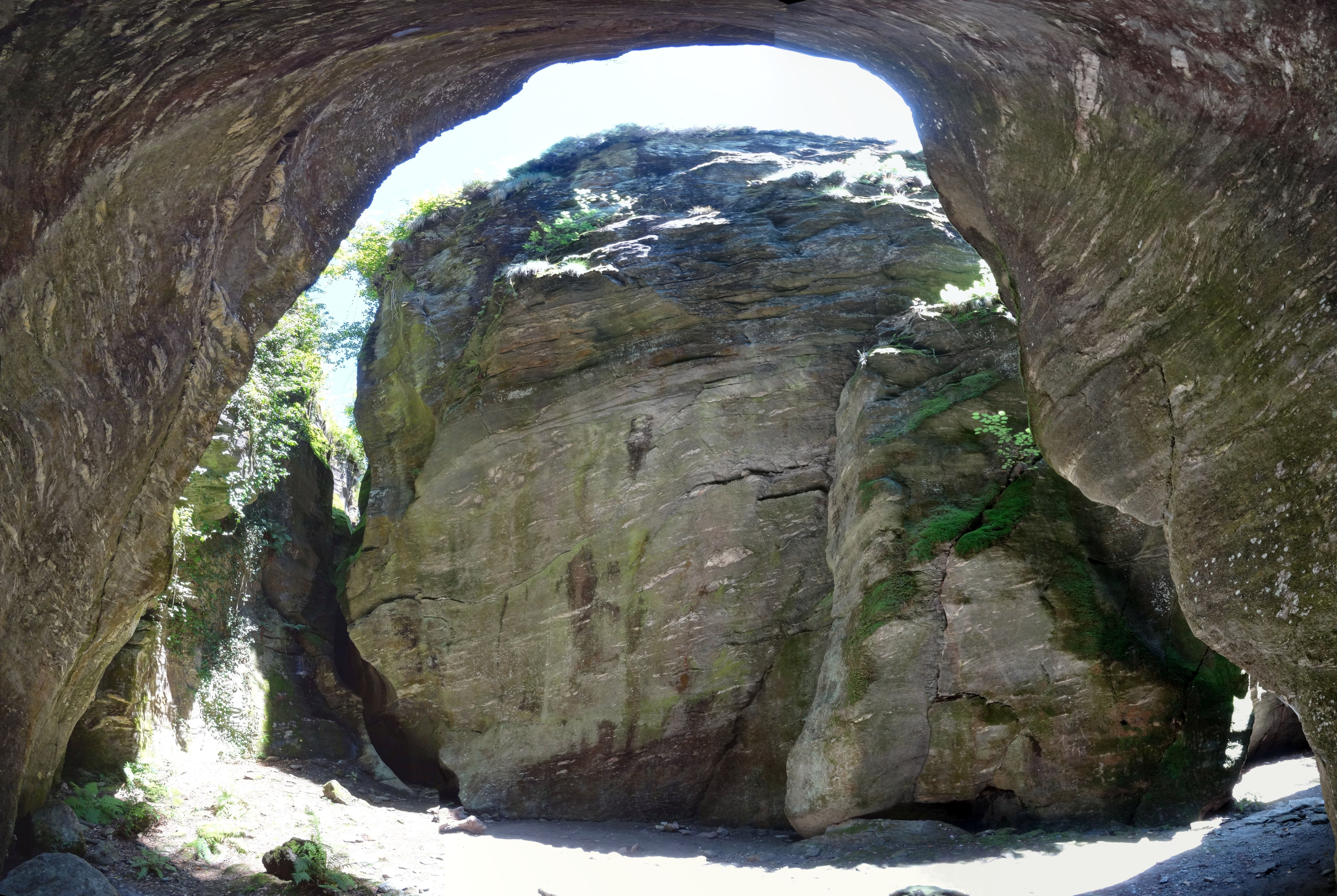
In den Schluchten von Uriezzo
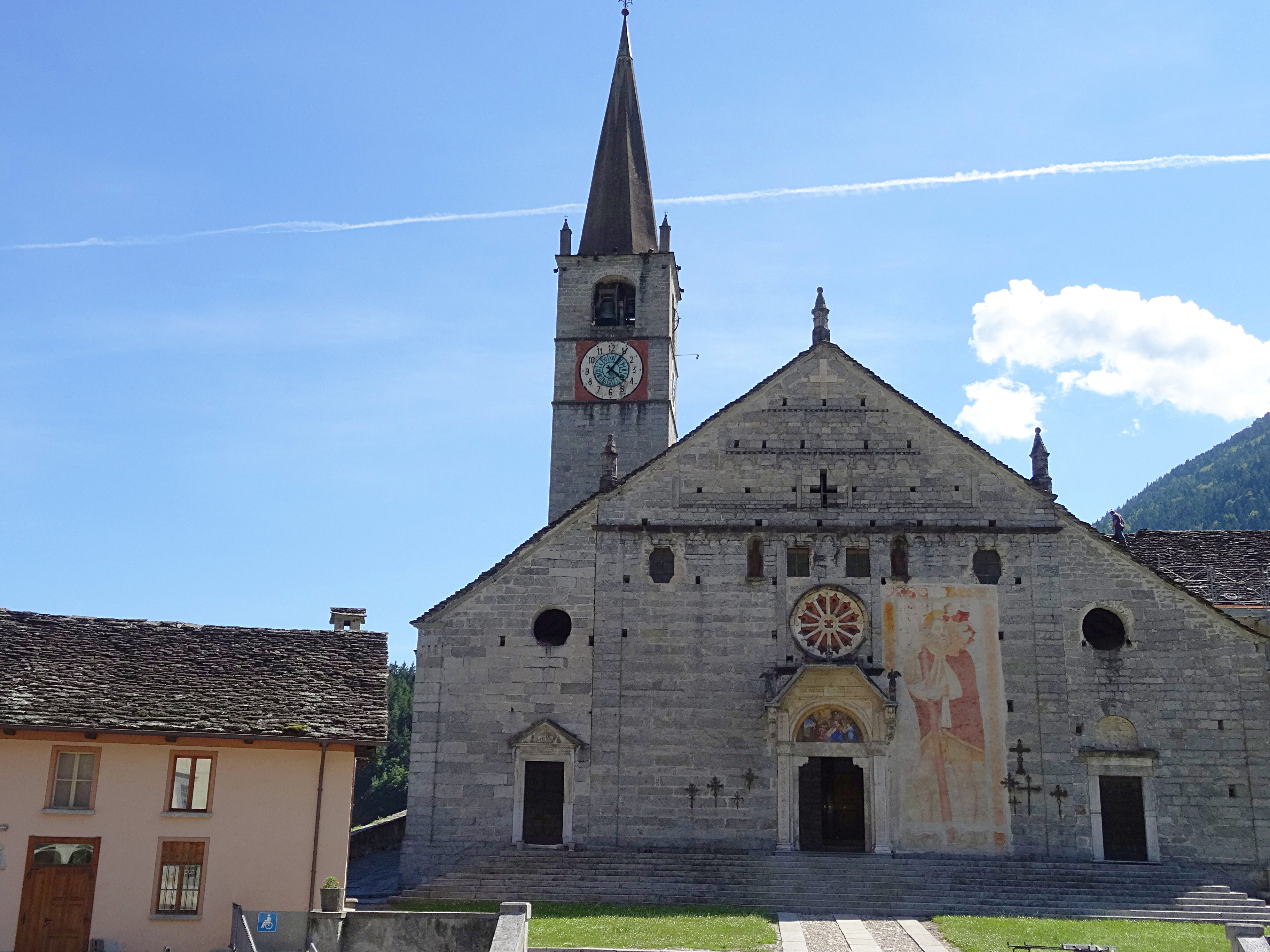
Pfarrkirche San Gaudenzio
Panorama der Monumentalkirche San Gaudenzio
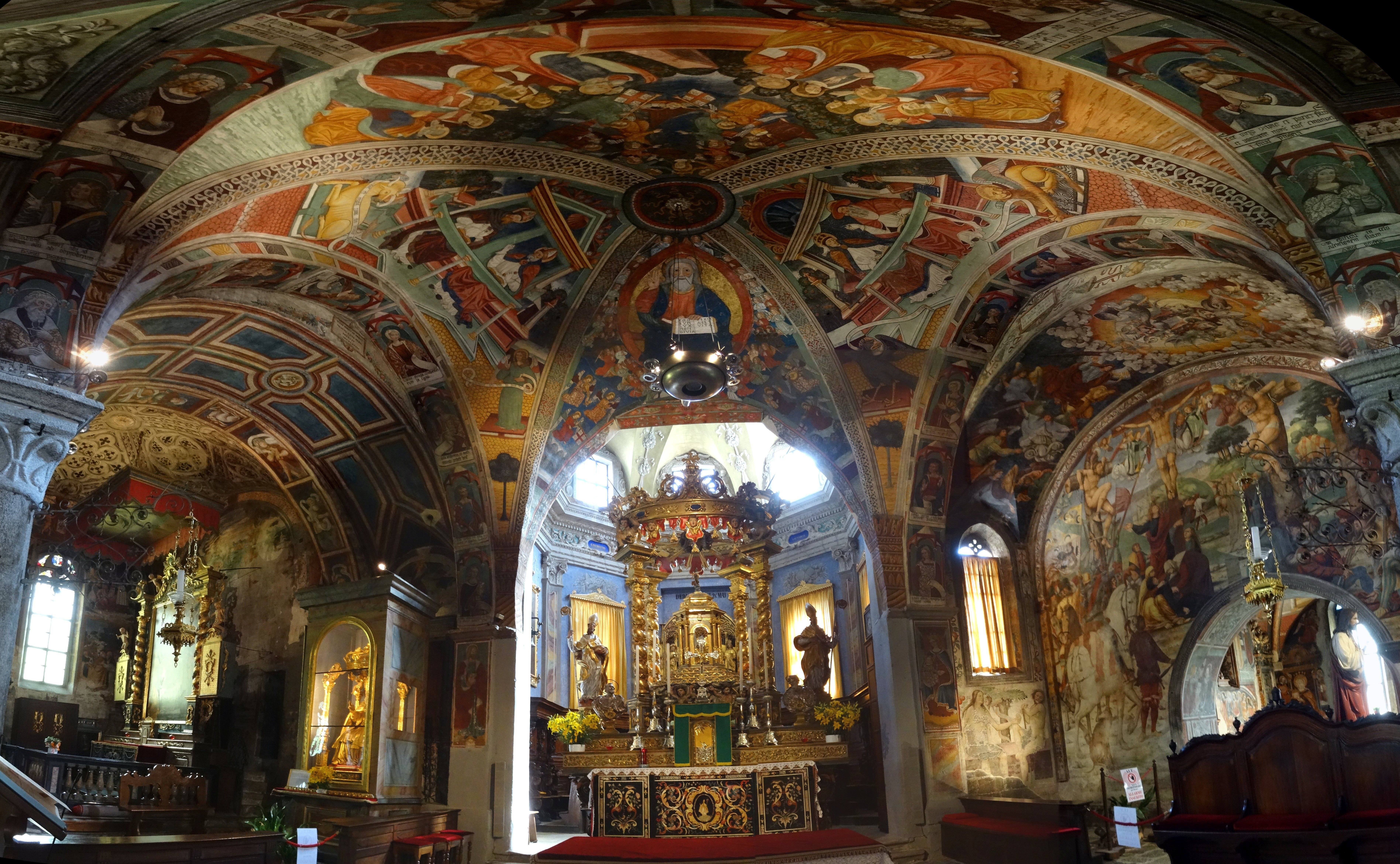
Altarraum von San Gaudenzio